# Buthraupis
Genre
Buthraupis est un genre d'oiseaux monotypique de la famille des Thraupidae.

## Liste des espèces
D'après la classification de référence du Congrès ornithologique international (ordre phylogénique) :
- Buthraupis montana (d'Orbigny et Lafresnaye, 1837) — Tangara montagnard